# Mitreum w Londynie
Mitreum w Londynie – rzymska świątynia poświęcona bogu Mitrze – mitreum, której pozostałości zostały odkryte w 1954 roku w Walbrook na terenie City of London. 
Dwukrotnie rekonstruowana i przenoszona, obecnie znajduje się w podziemiach gmachu europejskiej centrali agencji prasowej Bloomberg, udostępniona dla zwiedzających.   

## Historia
Kult perskiego boga Mitry (mitraizm) pojawił się w Rzymie w I wieku n.e. i przez kolejne 300 lat rozprzestrzenił się na terenie całego cesarstwa . Świątynie Mitry powstawały często pod ziemią – według mitu Mitra zabił byka w jaskini . Mitreum londyńskie, ufundowane przez Rzymianina z Londinium , wzniesiono w III w. n.e. (ok. roku 240) na wschodnim brzegu rzeki Walbrook . Możliwe, że świątynia znajdowała się na tyłach ogrodu prywatnego domu. 
Budowla zawaliła się na początku IV w., a czciciele Mitry nie mieli środków na jej odbudowanie. Świątynia została odrestaurowana przez czcicieli Libera (Bachusa) i poświęcona Liberowi. Część wyposażenia mitreum – m.in. marmurowe posągi – zostało zakopane w świątyni pod ziemią. Kult Bachusa przetrwał do końca IV w., po czym świątynia została opuszczona. Materiał budowlany był sukcesywnie zabierany przez londyńczyków, a pozostałości zostały pogrzebane pod warstwami ziemi – w XX w. poziom ówczesnej ulicy znajdował się prawie 7 m nad rzymskimi ulicami z III wieku. 

## Archeologia

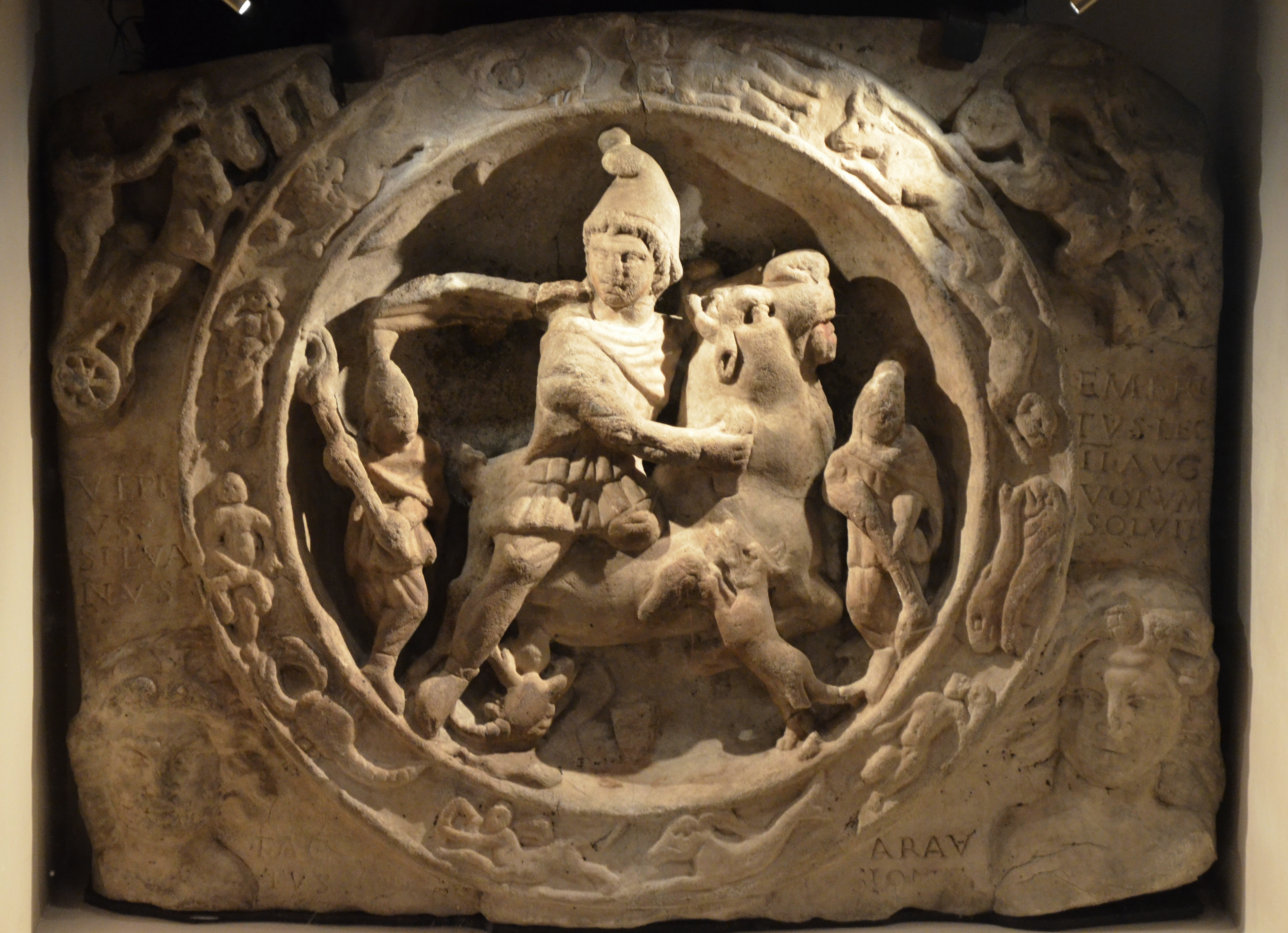
Relief z przedstawieniem sceny zabicia byka przez Mitrę, II–III w., Muzeum Londynu

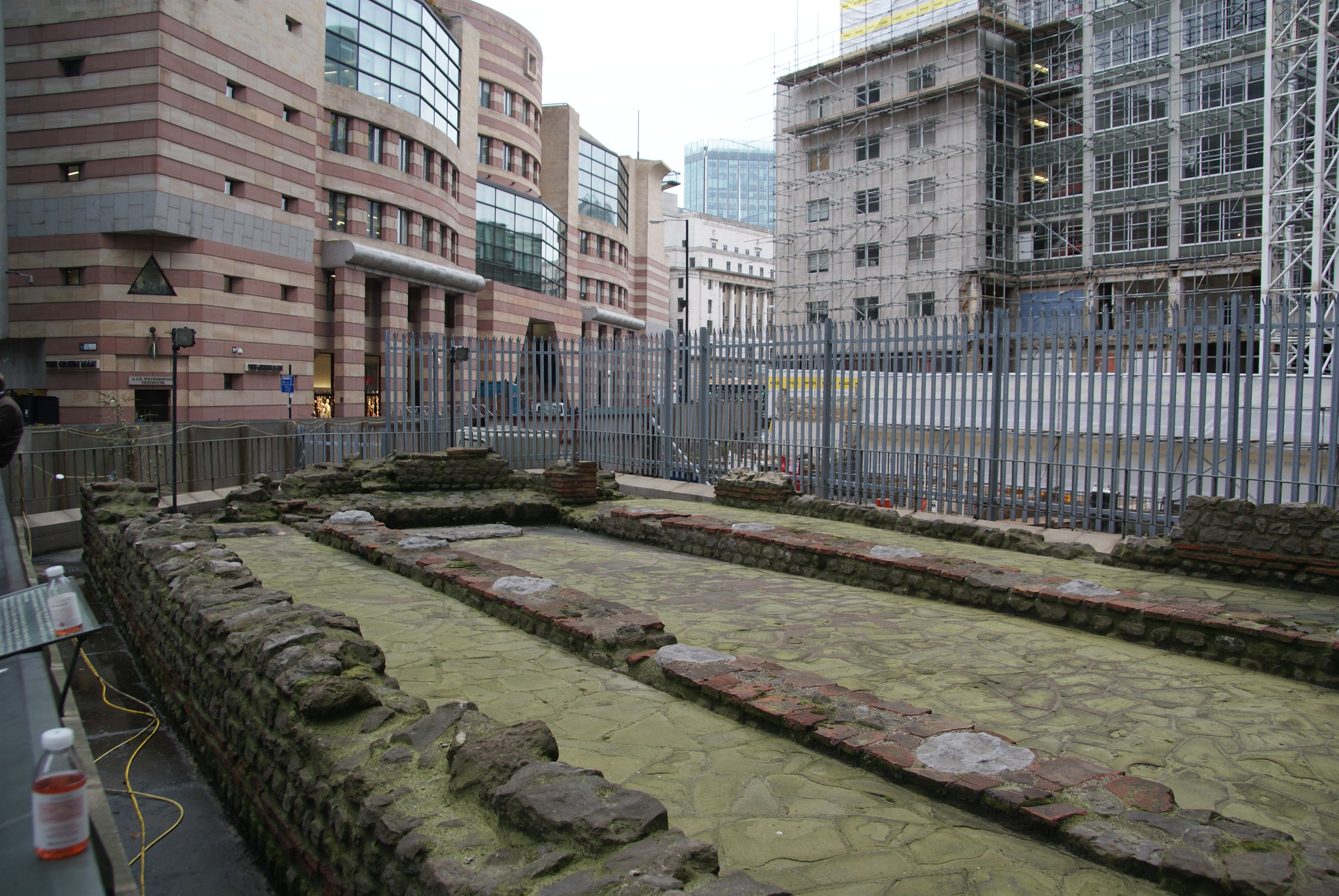
Zrekonstruowane ruiny mitreum, Queen Victoria Street

Fragmenty wyposażenia mitreum znajdowano podczas prac budowlanych w XIX i XX w. W 1889 roku odkryto trzy artefakty – pozostałości rzeźby (343 × 266 mm) nazywanej „bóstwem wodnym” (ang. Water-deity), pozostałości rzeźby nazywanej „Geniuszem” (wys. 585 mm), przedstawiającej najprawdopodobniej mitologicznego Geniusza oraz relief (432 × 508 mm) ukazujący scenę tauroktonii, kiedy Mitra zabija byka.
W 1954 roku podczas prac archeologicznych prowadzonych przez walijskich archeologów W.F. Grimes'a (1905–1988) i Audrey Williams (1902–1978) spod wojennych zgliszczy wydobyto pięć kolejnych fragmentów marmurowych rzeźb: 
- grupę przedstawiającą Merkurego siedzącego na skale z baranem i żółwiem,
- głowę posągu boga Serapisa, głowę posągu bogini Minerwy,
- fragment ręki trzymającej rękojeść sztyletu,
- oraz – w ostatnim dniu prac 18 września 1954 roku – głowę posągu Mitry, co potwierdziło odkrycie mitreum[1] .

Świątynia została wówczas datowana na ok. 240–250 rok n.e., a pozostałości rzeźb na okres późniejszy. Znalezione artefakty znajdują się w zbiorach Muzeum Londynu (ang. Museum of  London). 
Odkrycie zostało nagłośnienie w prasie i cieszyło się tak ogromnym zainteresowaniem, że teren wykopalisk udostępniano wieczorami dla publiczności.
W miejscu mitreum stanąć miał biurowiec – koszty zmian projektu w celu zachowania ruin były zbyt wysokie i właściciel terenu zaproponował ich rozebranie i przeniesienie w inne miejsce. Prace przeprowadzono w latach 1961–1962 i zrekonstruowane pozostałości świątyni stanęły przy Queen Victoria Street, ok. 100 m od pierwotnej lokalizacji. Przy pracach nie konsultowano się z archeologami, co przyczyniło się do błędów w konstrukcji, przy której użyto również materiałów nowoczesnych. W 2007 roku rekonstrukcja otrzymała status zabytku.
W 2010 roku teren oryginalnej świątyni nabyła agencja prasowa Bloomberg, by wznieść tu swoją europejską siedzibę. W planach przewidziano rozebranie rekonstrukcji mitreum i przeniesienie świątyni na miejsce bliższe jej oryginalnej lokalizacji. Rekonstrukcję z lat 60. XX w. rozebrano w 2011 roku, a ruiny świątyni zrekonstruował ponownie w podziemiach gmachu Bloomberg zespół archeologów z Museum of London Archaeology. Rekonstrukcja została otwarta dla zwiedzających w 2017 roku.

## Architektura
Wzniesione na planie prostokąta mitreum zbudowane było z ciosanych kamieni; do konstrukcji użyto również cegieł i dachówek. Świątynia była większa niż typowe mitreum – jej główna część miała 18 m długości i 8 m szerokości, i mogła pomieścić ok. 30 osób. Budowla była najprawdopodobniej pozbawiona okien i musiała być oświetlana lampami.
Mitreum miało narteks w części wschodniej oraz apsydę w części zachodniej. Jej część środkową zajmowała nawa z dwoma nawami bocznymi, oddzielonymi od niej ścianami z siedmioma kolumnami. Siedem kolumn w każdej ścianie mogło symbolizować siedem stopni kultu Mitry. W apsydzie znajdowało się podwyższenie, na którym stał posąg Mitry. Podłogi nawy wyłożone były drewnianymi deskami.  